# Bembecia zebo
Bembecia zebo is een vlinder uit de familie wespvlinders (Sesiidae), onderfamilie Sesiinae.
Bembecia zebo is voor het eerst wetenschappelijk beschreven door Špatenka & Gorbunov in 1992. De soort komt voor in het Palearctisch gebied.